# Synkrisis
Słowo synkrisis znane również w pisowni nieco odmiennej synkrysis, pochodzi z j. greckiego σύγκρισις, i jest terminem technicznym z zakresu retoryki. Etymologia tego słowa: przedimek syn- - oznacza on wspólnie, równocześnie, jednocześnie, i krisis- oznacza ocenę, sąd, osąd. Słowo to jest określeniem zabiegu retorycznego, polegającego na porównaniu dwóch osób, rzeczy, etc. z wyraźnym zamiarem ich przeciwstawienia.
Przykłady: pięciokrotne zestawienie osób w Księdze Mądrości, rozdz. 10, wersety 1-14.